# Ferranti (entreprise)
Pour les articles homonymes, voir Ferranti.
Ferranti, puis Ferranti Limited, puis Ferranti International plc, est un fabricant britannique d'appareils électriques et d'équipements électroniques militaires. Fondée en 1882, elle fait faillite en 1993.
En 1951, Ferranti produit le premier ordinateur électronique généraliste commercialisé, le Ferranti Mark I, et continue de construire des ordinateurs jusqu'en 1970.
Elle collabore avec les départements d'informatique des universités de Manchester et de Cambridge, ce qui mène au développement du Mercury et de l'Atlas (Manchester), ainsi que du Titan (Cambridge).

## Histoire

### Débuts
Sebastian Ziani de Ferranti fonde sa première entreprise, Ferranti, Thompson and Ince, en 1882.
L'entreprise développe l'alternateur de Ferranti-Thompson.
Ferranti se concentre très tôt sur la distribution de courant alternatif et est l'un des rares experts en ce domaine au Royaume-Uni.
En 1885, Ferranti fonde une nouvelle entreprise, avec Francis Ince et Charles Sparks, connue sous le nom de S. Z. de Ferranti.
Pendant les années 1880, les compteurs électriques deviennent le produit phare de Ferranti.
L'entreprise devient un fournisseur important pour de nombreuses entreprises d'équipements électriques, et le reste jusqu'aux années 1980 et son transfert à une coentreprise avec Siemens, puis sa vente à Siemens.
En 1887, la London Electric Supply Corporation (LESCo, « entreprise londonienne d'équipement électrique ») engage Ferranti pour concevoir leur centrale électrique à Deptford.
Sebastian Ziani de Ferranti conçoit le bâtiment, la centrale génératrice et le système de distribution.
Achevée en octobre 1890, elle est la première centrale électrique vraiment moderne.
Elle fournit du courant alternatif à haute tension, tension qui était abaissée sur chaque rue pour la distribution aux clients.
Ce système est toujours utilisé dans le monde entier.
À la suite du succès de cette centrale, Ferranti commence à produire et vendre des équipements électriques.
La compagnie cherche bientôt des locaux plus grands.
Comme les prix dans la région de Londres sont trop élevés, l'entreprise déménage à Hollinwood, Oldham, en 1896.
Cependant, le chiffre d'affaires diminue, et l'entreprise est placée sous tutelle judiciaire en 1903.

### Croissance rapide
L'entreprise, une fois rachetée, est renommée Ferranti Limited en 1905 .
Au début du XXe siècle, l'électricité était fournie par de petites entreprises, souvent issues d'une centrale installée pour alimenter l'industrie locale.
Chaque centrale fournissait un type de courant différent, ce qui rendait difficile la production en série d'appareils électriques pour les particuliers.
En 1910, Ferranti lança une initiative de standardisation du courant, fournissant de grandes quantités de transformateurs, ce qui donna finalement le réseau électrique britannique en 1926.
Les transformateurs haute tension deviennent un produit important pour Ferranti.
Certains des plus grands modèles pèsent plus de cent tonnes.
À la fin des années 1940, Ferranti prévoit de construire un nouveau transformateur à Hollinwood, mais les commandes espérées ne se matérialisent pas.
La division de transformateurs ferme en 1979, ce qui coupe le dernier lien de Ferranti avec l'industrie électrique.
En 1935, Ferranti achète un moulin à Moston Grand Manchester.
Là, elle fabrique de nombreux produits tels que des téléviseurs, des radios, et des horloges électriques.
En 1957, l'entreprise vend ses activités de téléviseurs et de radio à Eric Kirkham Cole Limited.
De plus, Ferranti Instruments, également basée à Moston, développe des outils de mesure scientifique, dont un des premiers viscomètres à cône-plateau.

### Électronique de défense
Pendant la Seconde Guerre mondiale, Ferranti devient un fournisseur majeur d'appareils électroniques, de fusées, de tubes électroniques.
Pendant le développement du système Identification friend or foe (IFF, « identification ami ou ennemi »), Ferranti est fortement impliquée dans le développement du radar au Royaume-Uni.
Après la guerre, le radar devient une des grandes activités de l'entreprise, dont plusieurs branches fournissent des ensembles de radars, des équipements d'avionique et d'autres éléments d'électronique militaire, au Royaume-Uni et dans d'autres pays.
En 1943, Ferranti ouvre une usine à Crewe Toll, Édimbourg, pour produire des viseurs gyro pour l'avion Supermarine Spitfire.
Après la guerre, cette branche, Ferranti Écosse, grandit jusqu'à employer 8 000 personnes sur 8 sites, donnant naissance à l'industrie électronique écossaise, et contribuant largement à la rentabilité de Ferranti.
Plus tard, elle produit des viseurs gyro laser à état solide.
À partir de 1949, Ferranti aide la marine canadienne à développer Digital Automated Tracking and Resolving (DATAR, « localisation et suivi automatique numérique »).
DATAR était un système informatisé militaire qui combinait des informations de radar et de sonar pour fournir aux commandants une « vue générale » du champ de bataille, ce qui leur permettait de coordonner les attaques sur les sous-marins et les avions.
Dans les années 1950, Ferranti se concentre sur le développement du radar embarqué dans un avion.
L'entreprise fournit ensuite des radars pour la plupart des avions à réaction et des hélicoptères du Royaume-Uni.
Le site de Crewe Toll, qui appartient désormais à SELEX Galileo, dirige actuellement le consortium qui fournit le radar de l'Eurofighter Typhoon.
Dans les années 1960 et 1970, les systèmes de navigation inertiels deviennent une gamme de produits importante pour l'entreprise.
Elle vend des systèmes conçus pour les avions à réaction rapides (Harrier, Phantom, Tornado) et des applications spatiales et au sol.
Les systèmes de navigation inertiels électromécaniques sont construits sur le site de Silverknowes, à Édimbourg.
En plus de leurs autres applications militaires et civiles, ils sont employés par l'Agence spatiale européenne pour le lancement d'Ariane 4 et Ariane 5.
Ferranti produit aussi le PADS (Position and Azimuth Determining System, « système de détermination de la position et de l'azimut »).
C'était un système de navigation inertiel que l'on pouvait monter dans un véhicule, utilisé par l'armée britannique.
Peu après l'invention du laser dans les années 1960, l'entreprise commence à produire des éléments électro-optiques.
À partir du début des années 1970, elle livre le Laser Rangefinder and Marked Target Seeker (LRMTS, « Télémètre laser et chercheur de cible marquée ») pour Jaguar et Harriet, puis pour Tornado.
Elle fournit le premier télémètre / désignateur portable par une personne (Laser Target Marker, LTM, « marqueur laser de cible ») à l'armée britannique en 1974, et obtient un succès notable sur le marché américain avec la fondation de Ferranti Electro-optics Inc. à Huntington Beach, en Californie.
Son système de visée TIALD (Thermal Imager and Laser Designator, « Imageur thermique et désignateur laser ») est presque constamment utilisé au combat sur le Panavia Tornado depuis sa mise en service accélérée pendant la première guerre du Golfe.
Ferranti développe le système radar du missile sol-air Bristol Bloodhound, ce qui représente un poste clé de recettes des années 1960 à la fin des années 1980.
En 1970, Ferranti est impliqué dans le domaine du sonar par son partenariat avec Plessey dans une nouvelle série de sonars, pour laquelle elle conçoit et construit les sous-systèmes informatiques.
Plus tard, elle remporte un contrat pour le Sonar 2050.
Ce travail est, à l'origine, effectué dans l'usine Wythenshaw, puis à Cheadle Heath.
La reprise d'autres entreprises lui apporte une expertise des ensembles de sonars.
Cette branche devient plus tard Ferranti Thomson Sonar Systems.
La sélection du radar pour l'EFA, plus tard renommé Eurofighter Typhoon, est un enjeu international majeur au début des années 1990.
La Grande-Bretagne, l'Italie et l'Espagne soutiennent l'Euroradar CAPTOR de Ferranti, alors que l'Allemagne préfère le MSD2000, produit par Hughes Aircraft, AEG et GEC.
Un accord est conclu lorsque le secrétaire à la défense britannique Tom King assure à son homologue ouest-allemand Gerhard Stoltenberg que le gouvernement britannique assumerait la responsabilité financière du projet et permettrait à GEC d'acheter Ferranti Defence Systems à Ferranti.
Hughes attaque GEC en justice, exigeant 600 millions de dollars pour son rôle dans sa sélection pour l'EFA et affirme qu'elle utilise une technologie de Hughes dans l'ECR-90 en prenant le contrôle de Ferranti.
Hughes retire cette accusation et reçoit 23 millions de dollars.
Le tribunal juge que le MSD-2000 « avait une chance réelle ou substantielle de réussir si GEC n'était pas intervenu de façon douteuse… et si les entreprises, liées par l'accord de collaboration, avaient rempli fidèlement et diligemment leur obligation de promouvoir le MSD-2000 ».

### Électronique industrielle
À la fin des années 1980, plusieurs sections de l'entreprise sont impliquées dans des secteurs civils.
Ceux-ci incluent des équipements de communication à micro-ondes (Ferranti Communications) et des stations-service (Ferranti Autocourt), tous deux basés à Dalkeith, Écosse.

### Ordinateurs

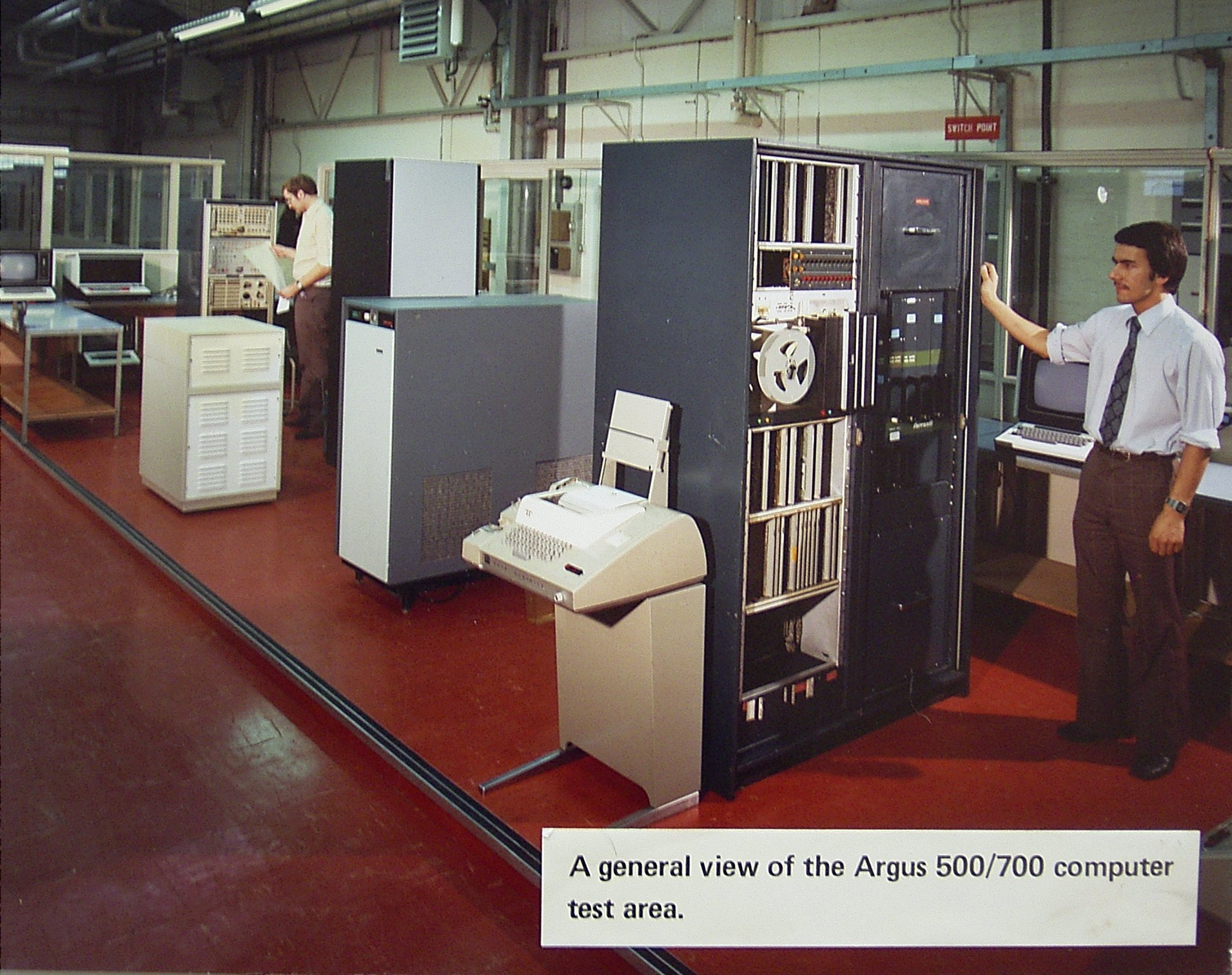
Ordinateur Argus 500/700 de Ferranti

À la fin des années 1940, Ferranti se joint à plusieurs groupes de recherche universitaires pour développer des ordinateurs.
Le premier projet est le Ferranti Mark I, terminé en 1951, dont environ 9 exemplaires sont livrés entre 1951 et 1957.
Le Pegasus, commercialisé en 1956, est leur machine à tube électronique la plus populaire, avec 38 exemplaires vendus. Un commercial de la firme, B. V. Bowden (1910–1989), montre dans un essai destiné au grand publictoutes les possibilités qu'ouvre l'informatique pour la société. Vers 1956, Ivan Idelson, de Ferranti, invente le codage de caractères Cluff-Foster-Idelson sur bande de papier à 7 pistes pour un comité du groupe BSI, une entreprise britannique spécialisée dans les services liés aux standards.
Plus tard, ce codage devient ASCII.
En collaboration avec l'université de Manchester, Ferranti construit une nouvelle version du Mark I qui remplace les tubes à vide par des diodes à état solide, ce qui permet d'augmenter très fortement la vitesse et améliore la fiabilité.
Ferranti commercialise le résultat sous le nom de Mercury à partir de 1957, vendant au total 19 exemplaires.
Bien qu'elle ne représente qu'une petite partie de l'empire Ferranti, la division informatique était très visible.
Elle était située dans une ancienne usine de locomotives à vapeur de West Gordon.
Peu après la livraison du Mercure, un nouveau projet, Atlas, est lancé dans le but d'augmenter fortement les performances.
La machine fonctionne pour la première fois en 1962, et Ferranti construit trois machines au total.
Une version de l'Atlas modifiée pour les besoins du laboratoire de mathématiques de l'université de Cambridge conduit au Titan, ou Atlas 2, pilier du calcul scientifique à Cambridge pendant presque 8 ans.
Au début des années 1960, leurs machines de taille moyenne ne sont plus compétitives, mais les efforts pour les remplacer n'avancent pas.
La division canadienne, Ferranti-Packard, qui avait utilisé plusieurs idées en développement en Angleterre, en profite pour produire très rapidement le Ferranti-Packard 6000 
À ce moment, la direction de Ferranti, lassée du marché, cherche un repreneur pour la division.
Finalement, elle est fusionnée avec International Computers and Tabulators (ICT) en 1963, devenant la division des grands systèmes d'ICT en 1968.
Après avoir étudié plusieurs options, ICT sélectionne le FP 6000 comme base de sa gamme ICT 1900, vendue dans les années 1970.
L'accord avec ICT exclut Ferranti du secteur commercial de l'informatique, mais laisse le secteur industriel libre.
Certaines technologies du FP 6000 sont utilisées par la suite dans la famille d'ordinateurs industriels Argus, développés dans l'usine de Wythenshawe.
La première de ces machines, nommée Argus, est développée à l'origine pour une utilisation militaire.
Pendant ce temps, à Bracknell, la division Systèmes numériques développe une gamme de mainframes pour des applications navales ; d'abord des modèles à base de transistors discrets, Hermes et Poseidon, puis le F1600 au milieu des années 1960.
Certaines de ces machines restent en service dans des navires pendant de nombreuses années.
Le FM1600B est le premier de la gamme à utiliser des circuits intégrés et est utilisé dans de nombreuses applications navales et commerciales.
Le FM1600D, qui tient dans un seul rack, est une version de l'ordinateur conçue pour les systèmes plus petits.
Une version pouvant être embarquée dans un aéronef est également produite et utilisée à bord du Hawker Siddeley Nimrod de la Royal Air Force.
Le dernier de la série est le FM1600E, version revue et mise à jour du FM1600B.

### Semi-conducteurs
Ferranti produit des appareils électroniques, dont des tubes cathodiques et des semi-conducteurs au germanium, et devient la première entreprise européenne à produire une diode au silicium en 1955.
Ferranti Semiconductor Ltd. produit une large gamme de composants bipolaires dont, en 1977, le Ferranti F100-L, un microprocesseur 16-bit.
Un F100-L est emporté dans l'espace sur le satellite radioamateur UoSAT-1 (OSCAR 9).
La série de transistors bipolaires ZTX de Ferranti donne son nom au successeur de la branche semi-conducteurs discrets de Ferranti Semiconductor, Zetex plc.
Au début des années 1980, Ferranti produit des grands circuits logiques utilisés dans des ordinateurs tels que les ZX-81 et ZX Spectrum de Sinclair, l'Acorn Electron et le BBC Micro.
Cette branche de l'entreprise est vendue à Plessey en 1988.

### Acquisition d'International Signal & Control,
En 1987, Ferranti achète International Signal and Control (ISC), une entreprise basée en Pennsylvanie qui fabrique des équipements militaires.
L'entreprise change ensuite son nom en Ferranti International plc. et restructure le résultat de la fusion en les divisions suivantes : Ferranti Computer Systems, Ferranti Defence Systems, Ferranti Dynamics, Ferranti Satcomms, Ferranti Technologies et International Signal & Control.
Ferranti ignorait que la plus grande partie des affaires d'ISC consistaient en des ventes d'armes illégales à la demande de diverses organisations clandestines américaines. Sur le papier, l'entreprise semblait ainsi très rentable, mais ses profits légaux sont en réalité quasi-nuls. La vente à Ferranti met naturellement fin à toutes ces ventes illégales, ce qui coupe l'entreprise de tout flux de trésorerie.
En 1989, le Serious Fraud Office lance une enquête criminelle sur le soupçon d'une fraude massive commise par ISC. En décembre 1991, James Guerin, fondateur d'ISC et membre du comité directeur de la nouvelle entreprise, plaide coupable devant la cour fédérale de Philadelphie de fraude commise aux États-Unis et au Royaume-Uni. Il n'y a pas de procès au Royaume-Uni, car tous les délits pour lesquels ISC aurait pu y être poursuivi sont inclus dans le procès américain.

### Faillite
Ces difficultés légales et financières forcent Ferranti à déposer le bilan en décembre 1993.